# Землякам-комсомольчанам, павшим в боях за Родину в суровые годы Великой Отечественной войны
Мемориальный комплекс «Землякам-комсомольчанам, павшим в боях за Родину в суровые годы Великой Отечественной войны» открыт в 1972 году в Центральном округе Комсомольска-на-Амуре в районе городской набережной; 9 мая 1975 года зажжён Вечный огонь. На площади мемориала ежегодно проходит празднование Дня Победы, проводятся различные мероприятия.

## Описание
В центре мемориала находится пятиконечная звезда, в середине которой горит Вечный огонь. Рядом — три белых пилона, символизирующие солдатские штыки. На двух из них цифры «1941» и «1945», на третьем — орден Отечественной войны. Пилоны имеют сужающуюся к верху форму; они установлены на земляном основании, что призвано символически показывать, что силу воинам давала родная земля. Высота пилонов — 14,7 метра.
Другую часть мемориала составляют каменные глыбы. На первом, отдельно стоящем камне, высечены слова, давшие название мемориалу: «Землякам-комсомольчанам, павшим в боях за Родину в суровые годы Великой Отечественной войны». Далее — семь каменных лиц, представляющие собирательные образы: пехотинец, танкист, моряк, лётчик, девушка-партизанка, снайпер-нанаец, сын полка. Глыбы сформированы из гранитных блоков. Высота каждой — от 5 до 6 метров.
Позади каменных глыб находятся гранитные плиты с именами комсомольчан, погибших на полях сражений Великой Отечественной войны. Всего на плиты нанесено более пяти тысяч имён.
Общие размеры мемориального комплекса (округлённо): ширина — 80 м, длина — 102 м.
- Общий вид мемориального комплекса
- Пилоны и Вечный огонь
- Вечный огонь и каменные лица
- Глыбы-лица
- Плиты с именами

## История создания
9 мая 1965 года на месте нынешнего мемориального комплекса был открыт временный обелиск; спустя некоторое время горком объявил конкурс на лучший проект площади памяти. Победил проект скульпторов, членов Союза художников СССР Н. С. Ивлевой и С. В. Николина, а также архитекторов В. И. Баева, В. С. Бабина, А. Н. Матвеева и Г. Н. Муратовой.

Задача при работе над проектом заключалась в том, что ни одна деталь мемориала не должна повторяться в уже существующих памятниках, посвящённых героям и событиям Великой Отечественной войны. Работая над проектом мемориала, Надежда Ивлева прочитала много литературы и архивных источников. На нужный образ её навела история, прочитанная ей в одном из фотоальбомов о войне: на груди у убитого под Сталинградом немецкого офицера было найдено неотправленное письмо, в котором он писал своей жене: «…мы прошли всю Европу, это было легко, но этих русских одолеть невозможно, они стоят как каменные глыбы…». Скульптуры было решено изобразить именно в виде каменных глыб, воплощающих непоколебимость защитников Родины.
Строительство велось методом «народной стройки» силами предприятий города, без согласования с Москвой. Мемориальный комплекс был открыт 24 июня 1972 года в дни празднования 40-летия города. Вечный огонь был зажжён 9 мая 1975 года от мартеновской печи завода «Амурсталь», давшей первую плавку в годы войны. В 1977 году около Вечного огня был установлен первый на Дальнем Востоке комсомольско-пионерский пост № 1. В мае 1995 года были установлены гранитные плиты с именами погибших в войну комсомольчан.
В 2018 году вдоль аллеи, ведущей к мемориалу, были установлены 11 бронзовых бюстов кавалеров ордена «Победа».

## Оценки
По воспоминаниям Владимира Баева, одного из архитекторов мемориального комплекса, главного архитектора Комсомольска-на-Амуре в 1969—1980 годах, советский писатель Пётр Проскурин, выступая перед горожанами в комсомольском Доме Молодёжи, высоко отозвался о мемориале: «Я объехал полмира, но более выразительного и оригинального по своему решению памятника не встречал».
Евгения Быкова, заведующая отделом современного искусства Музея изобразительных искусств Комсомольска-на-Амуре, член Союза художников России, так оценила образ скульптур мемориала:
В решении образов Ивлева идёт совершенно новым путём, в скульптурах нет использования излюбленного приёма, характерного для произведений революционно-военной тематики — патетической динамики и обязательного взгляда-укора героя, настигающего в любом уголке площади. Герои Ивлевой смотрят за грань реального пространства, они сродни древним гигантам острова Пасхи, взгляд каждого из них устремлён в вечность. В это произведение-символ Ивлева смогла вложить ощущение концентрированной народной воли к победе и вместе с тем душевную боль за попранную землю, за миллионы погибших в этой страшной войне.